# برايان ماكليلان
برايان ماكليلان (بالإنجليزية: Brian McClellan)‏ (25 يناير 1986، كليفلاند في الولايات المتحدة)؛ روائي أمريكي.